# Nsundano I.
Nsundano I., selten auch Nsundano Shanjo (* 17. oder 18. Jahrhundert; † um 1750), war der dritte traditionelle Führer der Masubia am Chobe im heutigen Grenzgebiet von Botswana und Namibia. Er trug den Titel Munitenge (König).
Nsundano gilt als Gründer des Masubia-Reiches Itenge am Chobe. Er etablierte die Masubia als eigenes Volk und unterwarf die Totela und Fwe. Nsundano gründete das königliche Dorf Luchindo am Nordufer des Chobe bei Ngoma im späteren Caprivizipfel. Dies schien ihm ein sicherer Ort zu sein, da mögliche Angreifer durch en Chobe und Sambesi abgehalten werden würden. Durch die Vereinigung der Kenntnisse seines Stammes und der Totela und Fwe konnte er Waffen herstellen und eine Armee aufstellen. Zu dieser Zeit erhielt er seinen Ehrentitel Liberenge bzw. Liberenge - Cisunda manyika, wakasundenkandaebul (zu Deutsch etwa Schäler, Antreiber der Staaten, der andere Länder durch Pfeile verdrängte). Zeitlebens soll sich Ndusano für den Erhalt des Itenge-Reiches eingesetzt haben.
Nsundano wurde durch die Leya (baLeya) getötet.
Nsundano war Kind von Shanjo und Chaze und hatte zwei Geschwister, Mafwire I., der den Titel kurzzeitig nach dem Tod des Vaters innehatte und Schwester Mwale. Er selber hatte zwei Söhne, Shandweza und Machira, sowie Tochter Nziminwa. Die königliche Linie endete mit Nsundano und ging auf den Neffen Liswani I., den Sohn seiner Schwester Mwale über.